# Maurice Trapp
Maurice Trapp (* 31. Dezember 1991 in Berlin) ist ein deutscher Fußballspieler.

## Karriere
Trapp begann im Jahr 1995 mit dem Fußballspielen im Verein. Seine ersten Jugendvereine waren die DJK Schwarz-Weiß Neukölln (1995 bis 2001) und Grün-Weiss Neukölln (2001 bis 2003).
Ab 2003 spielte er für den 1. FC Union Berlin, bei dem er zunächst verschiedene Jugendmannschaften durchlief. Im Jahr 2010 wurde er in der Reservemannschaft eingesetzt. Am 34. Spieltag der Zweitliga-Saison 2010/11 wurde er im Spiel der ersten Mannschaft in der 46. Minute für Boné Uaferro eingewechselt und spielte erstmals in der Profimannschaft.
Anfang 2013 wechselte Trapp auf Leihbasis zum FC Hansa Rostock. Nach Ablauf der Leihe im Sommer 2013 kehrte er für die Spielzeit 2013/14 nochmal zu Union Berlin zurück. In der ersten Mannschaft konnte er sich allerdings nicht durchsetzen und kam hauptsächlich für die zweite Mannschaft in der Regionalliga zum Einsatz.
Im August 2014 wechselte er in die Regionalliga Nord zum Goslarer SC 08. Nach einer Spielzeit wechselte er zur Saison 2015/16 zum Berliner AK 07 in die ebenfalls viertklassige Regionalliga Nordost. In der Saison 2017/18 spielte er beim Chemnitzer FC in der Dritten Liga, bevor er zur Saison 2018/19 zum VfL Osnabrück wechselte. Beim VfL wurde er zu einer wichtigen Stütze in der Abwehr. Mit den Niedersachsen wurde er 2019 Meister der 3. Liga und stieg mit dem Klub in die 2. Bundesliga auf.
Trapp unterzog sich im Sommer 2019 einer Bandscheibenoperation und konnte in der gesamten Hinrunde der Saison 2019/20 nicht eingesetzt werden. Im Mai 2020 verlängerte er seine Vertragslaufzeit beim VfL bis Sommer 2024. Vor Beginn der Saison 2020/21 wurde er vom Trainer Marco Grote zum Mannschaftskapitän der Osnabrücker ernannt. Insgesamt absolvierte er 121 Pflichtspiele für den VfL Osnabrück.
Am 1. September 2022 – wenige Stunden vor Ende der Transferperiode – schloss Trapp sich der zweiten Mannschaft von Mainz 05 in der Regionalliga Südwest an, die er als routinierter Führungsspieler verstärken soll. Sein Vertrag lief bis 2024. Zwei Jahre später kehrte er im Sommer 2024 in seine Berliner Heimat zurück und wechselte zum Nordost-Regionalligisten VSG Altglienicke.

## Erfolge
VfL Osnabrück
- Meister der 3. Liga und Aufstieg in die 2. Bundesliga: 2019